# Prins Georg af Grækenland
Prins Georg af Grækenland og Danmark (græsk: Πρίγκιπας Γεώργιος της Ελλάδας και της Δανίας; tr. Geórgios) (24. juni 1869 – 25. november 1957) var prins af Grækenland og fra 1897 fyrste af Candia. Han var søn af kong Georg 1. af Grækenland og Olga af Rusland.
Fra 1898 til 1906 var han højkommisær på Kreta.
Prins Georgios var i familien kendt som "onkel Goggi" grundet sit festlige gemyt.

## Biografi

### Fødsel og baggrund
Prins Georg blev født den 24. juni 1869 på sommerslottet Mon Repos på den græske ø Korfu som den næstældste søn af den danskfødte kong Georg 1. og dronning Olga af Grækenland, der var født som storfyrstinde af Rusland. Gennem sin far var han dermed barnebarn af kong Christian 9. (kaldet Europas svigerfar) i hans ægteskab med prinsesse Louise af Hessen-Kassel, mens han gennem sin mor var barnebarn af storfyrst Konstantin Nikolajevitj af Rusland, tidligere vicekonge af Polen, i hans ægteskab med prinsesse Alexandra af Sachsen-Altenburg. Prins Georg havde syv søskende: Konstantin (der efterfulgte deres far som konge af Grækenland), Alexandra, Nikolaos, Maria, Olga (der døde som spæd), Andreas og Christoffer.

### Opvækst
Georg tilbragte sin barndom i Grækenland og voksede op sammen med sine seks søskende i Kongeslottet i Athen og på slottet Tatoi ved foden af Parnesbjerget lidt nord for Athen. Som forudsat i den græske forfatning, blev børnene opdraget i den græsk-ortodokse tro i modsætning til deres far, der var forblevet lutheransk. Han deltog som barn og ung ofte ved de store familiesammenkomster i Danmark på Fredensborg Slot, og ligeledes besøgte han ofte Rusland sammen med sin mor og søskende.

### Tidlige liv
I 1883 blev Georg sendt til Danmark, hvor han blev uddannet som søofficer. Under en rejse i Asien reddede han i 1891 sammen med to rickshawførere sin fætter Nikolaj (den senere kejser Nikolaj 2. af Rusland) fra et attentatforsøg (Ōtsu-episoden) i Japan.

### Karriere i Grækenland
Prins Georg havde kommandoen over en eskadre i Den Græsk-tyrkiske krig i 1897. Efter afslutningen af den for Grækenland mislykkede krig, blev Georg på forslag fra hans fætter, kejser Nikolaj 2. af Rusland og med tilslutning fra stormagterne Storbritannien, Frankrig og Italien, udnævnt til højkommisær på Kreta, hvad der i nogen grad afbødede den græske skuffelse over udfaldet af krigen. Da Georgs forsøg på at forene Kreta med Grækenland stødte på modstand fra stormagterne, og han desuden havnede i stridigheder med den kreteniske politiker Eleutherios Venizelos, gik han af som højkommisær i 1906.

### Ægteskab og børn
I 1907 giftede prins Georg sig med den stenrige franske prinsesse Marie Bonaparte (1882-1962) – oldebarn af Napoleon Bonapartes bror Lucien Bonaparte. Prinsesse Maries bedsteforældre var ejere af Casino de Monte Carlo, og hun var en af Sigmund Freuds elever og patienter. De fik to børn – Prins Peter og Prinsesse Eugénie.

### Senere liv
Prins Georg havde sommerbolig på Gurrehus i Nordsjælland fra 1914 til sin død. Han lod arkitekten Gotfred Tvede ombygge herregården efter overtagelsen.
Prins Georg døde den 25. november 1957 i Saint-Cloud nær Paris i Frankrig. Han blev begravet på den kongelige gravplads ved Tatoi-slottet udenfor Athen.

## Eksterne links
- Wikimedia Commons har flere filer relateret til Prins Georg af Grækenland